# 4211 Rosniblett
4211 Rosniblett је астероид главног астероидног појаса. Приближан пречник астероида је 31,37 ,
а средња удаљеност астероида од Сунца износи 3,191 астрономских јединица (АЈ).
Инклинација (нагиб) орбите у односу на раван еклиптике је 0,590 степени, а орбитални период износи 2082,787 дана (5,702 година). Ексцентрицитет орбите астероида износи 0,203.
Апсолутна магнитуда астероида износи 12,10 а геометријски албедо 0,025.
Астероид је откривен 12. септембра 1987. године.